# Loorenkopf

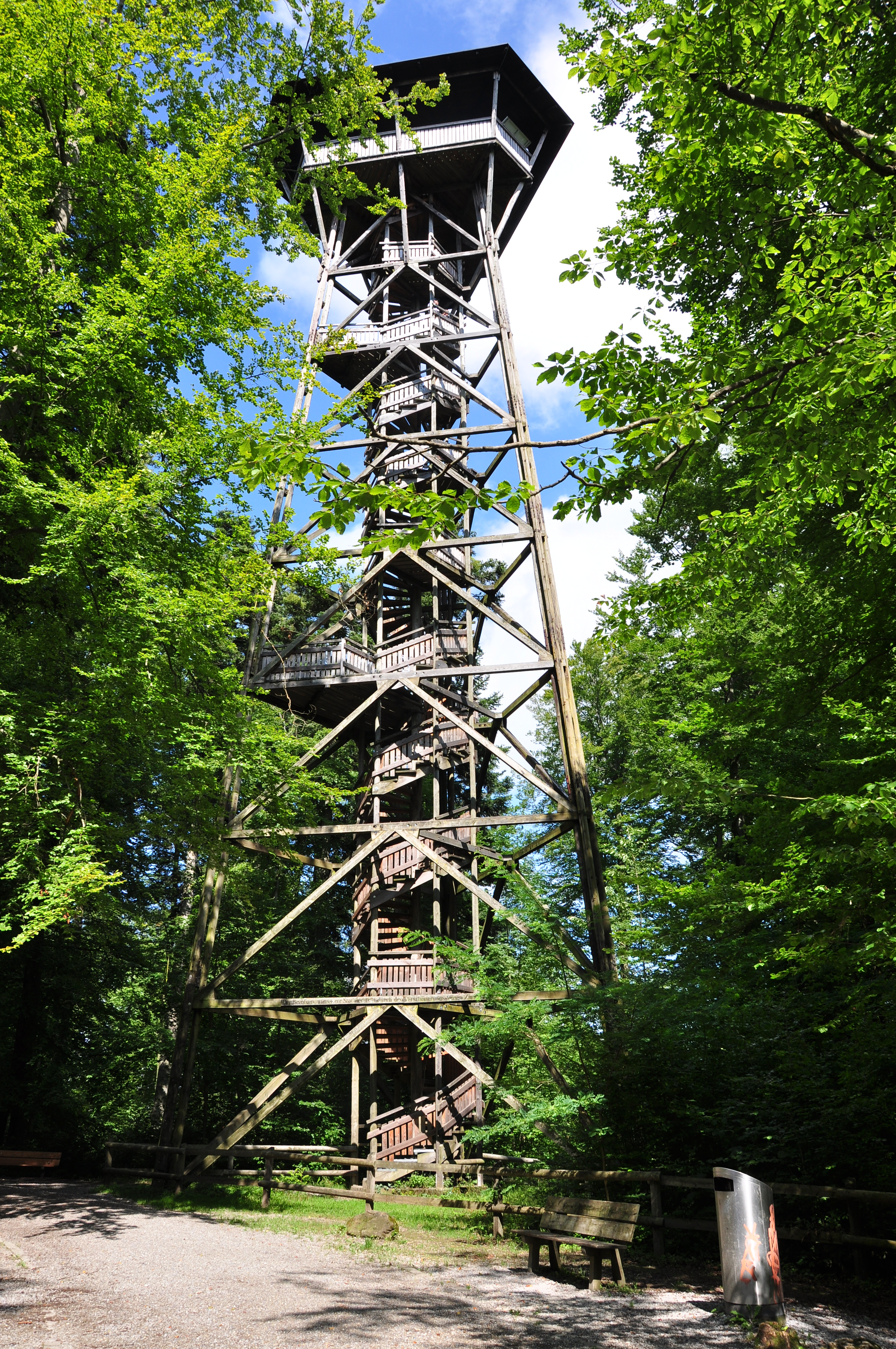
Der Loorenkopfturm

Der Loorenkopf (auch Lorenchopf) ist der Flurname einer hervorragenden Geländeform am östlichen Rand der Kuppe des Adlisberg in der Schweizer Stadt Zürich.
Der Ort ist bekannt durch den dort errichteten Aussichtsturm Loorenkopf. Er liegt nördlich des Zürcher Quartiers Witikon auf 694 m ü. M. im Wald und ist zu Fuss in rund 15 Minuten vom Parkplatz an der Katzenschwanzstrasse aus erreichbar.
Ein Findling über 500 Meter westlich vom Aussichtsturm trägt eine Tafel mit der Aufschrift «Loorenkopf. 701 m. ü. M. Höchster Punkt des Adlisberges» – im Widerspruch auch zu älteren Karten.

## Loorenkopfturm
Der Loorenkopfturm ist ein 33 Meter hoher Holzturm, gebaut 1954 vom Zürcher Verschönerungsverein. Die oberste Plattform erreicht man über 153 Tritte. An Föhntagen sieht man bis an Eiger, Mönch und Jungfrau.
Mit der Einführung der Südanflüge zum Flughafen Zürich im Herbst 2003 erwies sich eine Befeuerung als notwendig, wogegen sich die Stadt Zürich ohne Erfolg zur Wehr setzte.